# Karl Staaff
Karl Albert Staaff (21 tháng 1 năm 1860 – 4 tháng 10 năm 1915) là chính trị gia tự do và luật sư người Thụy Điển. Ông là chủ tịch Đảng Liên minh Tự do (1907–1915) và hai lần giữ chức Thủ tướng Thụy Điển (1905–1906 và 1911–1914).